# Lancia Haizea
Lancia Haizea es un prototipo de automóvil de la marca italiana Lancia presentado en el año de 2006 en el Salón del Automóvil de Ginebra y desarrollado por el Istituto Europeo di Design

## Características
El Lancia Haizea es una automóvil de tres volúmenes que combina las características de un deportivo cupé, un sedán, un todoterreno y un monovolúmen. Sus dimensiones son de gran magnitud alcanzando los 4.92 metros de longitud, con una anchura de 1.92 y una altura 1.42 metros.
Fue diseñado con batalla elevada, para mejorar la habitabilidad sin sacrificar el diseño de la carrocería. El exterior predominan los ángulos y estrías. Así, la parte frontal del coche destaca por su peculiar diseño, el cual está inspirado en la mandíbula de un tiburón. Por otro lado se ha reemplazado la clásica parrilla para la toma de aire y se han instalado unos futuristas grupos ópticos con forma alargadas. Mientras que la zona trasera, quizás, más convencional, se fundamenta en líneas más suaves.
El Lancia Haizea monta como propulsor una combinación de mecánica convencional de gasolina y un motor eléctrico. De esta forma, en el apartado mecánico cuenta con un propulsor térmico en la zona posterior-central del propio habitáculo del coche, y que tiene como misión imprimir fuerza a las ruedas traseras. Mientras que dos motores eléctricos son los encargados de proporcionar la movilidad necesaria a las ruedas delanteras, de forma independiente.